# Песчаная (Гомельская область)
Песчаная (бел. Пясча́ная) — упразднённая деревня в Большевистском сельсовете Гомельского района Гомельской области Республики Беларусь.

## География

### Расположение
В 3 км от железнодорожной станции Лазурная (на линии Жлобин — Гомель), 13 км на север от Гомеля.

### Гидрография
На западе мелиоративные каналы, соединённые с рекой Беличанка (приток реки Уза).

## Транспортная сеть
Транспортные связи по просёлочной дороге, потом по шоссе Довск — Гомель. Деревянные жилые и хозяйственные постройки расположены компактно около местной дороги.

## История
Основан в начале 1920-х годов переселенцами из соседних деревень на бывших помещичьих землях. Находятся торфопредприятие «Большевик», фельдшерско-акушерский пункт.
Деревня упразднена 15 сентября 2006 года.

## Население

### Численность
- 2004 год — 5 хозяйств, 12 жителей.

### Динамика
- 2004 год — 5 хозяйств, 12 жителей.